# Czystki etniczne w Fočy
Czystki etniczne w Fočy – kampania czystek etnicznych dokonana przez serbskie siły zbrojne, policję, i siły paramilitarne wobec bośniackich cywili od 7 kwietnia 1992 r. do stycznia 1994 r. podczas wojny w Bośni i Hercegowinie. Według szacunków około 21 000 nie-Serbów opuściło Fočę po lipcu 1992 roku.
W licznych wyrokach, Międzynarodowy Trybunał Karny dla byłej Jugosławii orzekł, że czystki etniczne (wszyscy Bośniacy zostali wygnani), masowe morderstwa, masowe gwałty, i celowe zniszczenie mienia bośniaków oraz obiektów materialnego dziedzictwa kulturowego stanowi zbrodnię przeciwko ludzkości. Według sarajewskiego Centrum Badań i Dokumentacji (IDC) podczas wojny w gminie Foča zginęło lub zaginęło 2707 osób. Wśród nich było 1513 bośniackich cywilów i 155 serbskich cywilów. Dodatkowo władze bośniackich Serbów utworzyły lokalizacje, powszechnie określane jako obozy gwałtu, w których zgwałcono setki kobiet. Wielu serbskich oficerów, żołnierzy i innych uczestników masakry w Fočy zostało oskarżonych i skazanych przez MTKJ za zbrodnie wojenne.

## Atak na ludność cywilną
Na początku wojny w Bośni i Hercegowinie siły serbskie zaatakowały nie-serbską ludność cywilną we wschodniej Bośni. Gdy miasta i wsie były już w ich rękach, siły serbskie – tj. wojsko, policja, siły paramilitarne, a czasem nawet serbscy wieśniacy – stosowały ten sam schemat: bośniackie domy i mieszkania były systematycznie plądrowane lub palone, a bośniackich cywilów otaczano lub łapano, czasem bijąc lub zabijając w trakcie. Mężczyźni i kobiety byli rozdzielani, a wielu mężczyzn przetrzymywano w lokalnych obozach. Trzynaście meczetów, w tym meczet Aladža, zostało zniszczonych, a 22500 muzułmanów, którzy stanowili większość mieszkańców, uciekło. Pod koniec konfliktu pozostało tylko około 10 muzułmanów. W styczniu 1994 r. władze serbskie zmieniły nazwę Foča na „Srbinje” (serbski: Србиње), co oznacza „miejsce Serbów”. Ci, którym udało się uniknąć czystek etnicznych, osiedlali się w mieście Rožaje do zakończenia wojny.

## Masowe gwałty

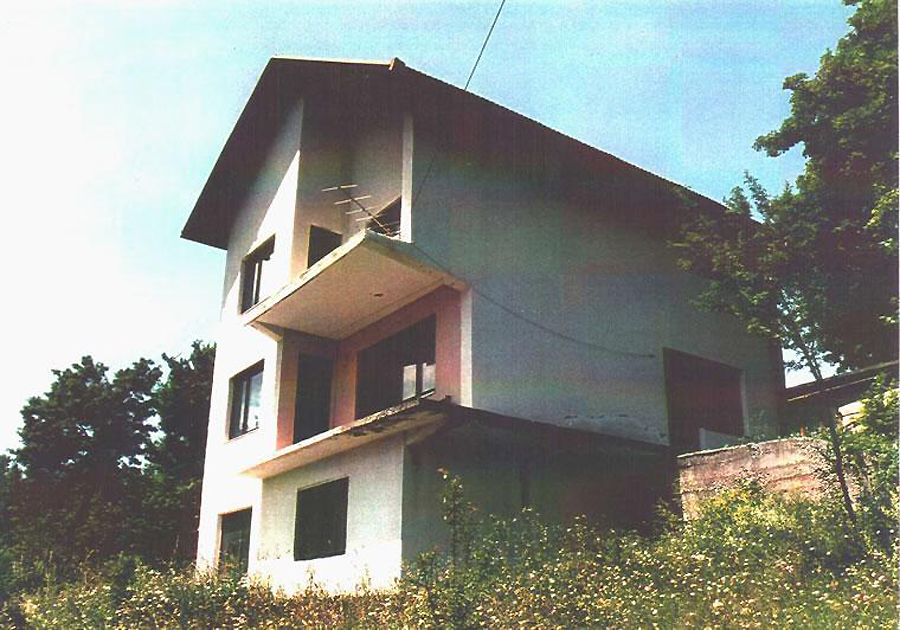
„Dom Karamana”, miejsce, w którym kobiety były torturowane i gwałcone w pobliżu Foča

Bośniaczki były przetrzymywane w różnych ośrodkach zatrzymań, gdzie mieszkały w niehigienicznych warunkach i były maltretowane na wiele sposobów, w tym wielokrotnie gwałcone. Serbscy żołnierze lub policjanci przychodzili do tych ośrodków zatrzymań, wybierali jedną lub więcej kobiet, wyprowadzali je i gwałcili. Wszystko to było robione z pełnym przekonaniem, przy pełnej wiedzy i często przy bezpośrednim zaangażowaniu lokalnych władz Serbii, zwłaszcza policji. Szef policji w Fočy, Dragan Gagović, został osobiście zidentyfikowany jako jeden z mężczyzn, którzy przybyli do tych ośrodków zatrzymań, aby wyciągać kobiety i gwałcić je. W Fočy było wiele obozów gwałtu. „Dom Karamana” był jednym z najbardziej znanych obozów gwałtu. Kobiety przetrzymywane w tym domu były wielokrotnie gwałcone. Wśród kobiet przetrzymywanych w „domu Karamana” były nieletnie w wieku 15 lat. Bośniaczki były gwałcone przez Serbów w ramach metodycznej i skoncentrowanej kampanii czystek etnicznych. Na przykład dziewczęta i kobiety wybrane przez późniejszego skazanego zbrodniarza wojennego Dragoljuba Kunaraca lub przez jego podwładnych były systematycznie zabierane do ich bazy, domu znajdującego się przy ulicy Osman Đikić 16. Tam kobiety i dziewczęta (niektóre nawet czternastoletnie) były wielokrotnie gwałcone. Serbscy żołnierze regularnie zabierali muzułmańskie dziewczęta z różnych aresztów i trzymali je jako niewolnice seksualne. Radomir Kovač, który również został skazany przez MTKJ, trzymał w swoim mieszkaniu cztery bośniackie muzułmanki, wykorzystując je seksualnie i wielokrotnie gwałcąc. Kovač zapraszał też przyjaciół do swojego domu i pozwalał im gwałcić dziewczyny. Kovač sprzedał również trzy dziewczyny; zanim je sprzedał, dał dwie dziewczyny innym serbskim żołnierzom, którzy zbiorowo je gwałcili przez ponad trzy tygodnie. Dziewczyny zostały następnie zabrane do Kovača, który natychmiast sprzedał jedną, a drugą oddał w prezencie swojemu przyjacielowi.

## Procesy zbrodni wojennych

### Skazani przezMiędzynarodowy Trybunał Karny dla byłej Jugosławii
MTKJ stwierdził, że siły serbskie były winne prześladowań, tortur, zabójstw, gwałtów i niewolnictwa (zbrodnie przeciwko ludzkości), a także okrutnego traktowania (łamanie prawa wojennego):
- Radovan Karadžić, były prezydent Republiki Serbskiej, został skazany na dożywocie[5]
- Dragoljub Kunarac (urodzony 15 maja 1960)[6]: 28 lat więzienia[4]
- Radomir Kovač (ur. 31 marca 1961)[6]: 20 lat więzienia[4]
- Zoran Vuković (ur. 6 września 1955)[6]: 12 lat więzienia; udzielono przedterminowego zwolnienia po odbyciu około dwóch trzecich kary[7]
- Milorad Krnojelac (ur. 25 lipca 1940)[8]: 12 lat więzienia[8]; udzielono przedterminowego zwolnienia w dniu 9 lipca 2009 r. na podstawie zaliczenia za pobyt w areszcie od 15 czerwca 1998 r.
- Dragan Zelenović (ur. 12 lutego 1961)[9]: 15 lat więzienia; przyznano przedterminowe zwolnienie w dniu 28 sierpnia 2015 r. (obowiązujące od 4 września 2015 r.)[9]
- Biljana Plavšić: (11 lat więzienia)[10]; udzielono przedterminowego zwolnienia 27 października 2009 r.[11]
- Momčilo Krajišnik (20 lat więzienia; udzielono przedterminowego zwolnienia we wrześniu 2013 r.)[12]

Dragan Gagović i Janko Janjić zostali oskarżeni przez MTKJ, ale zmarli odpowiednio w 1999 i 2000 roku.

### Skazany przez sąd Bośni i Hercegowiny
- Radovan Stanković: 20 lat więzienia[3]; uciekł z więzienia[14]; ponownie złapany pięć lat później[15]
- Neđo Samardžić: 24 lata więzienia[16]
- Gojko Janković: 34 lata więzienia[3]
- Savo Todorović: 12 lat i 6 miesięcy więzienia[17][18]
- Mitar Rašević: 8 lat i 6 miesięcy więzienia[19]
- Radmilo Vuković został skazany przez Sąd Bośni i Hercegowiny na pięć lat i sześć miesięcy pozbawienia wolności; później uniewinniony w wyniku odwołania[20].

### Uniewinnieni przez sąd Bośni i Hercegowiny
Momčilo Mandić został uniewinniony ze wszystkich zarzutów.